# Carrarese Calcio 1908 2009-2010
Questa pagina raccoglie le informazioni riguardanti la Carrarese Calcio 1908 nelle competizioni ufficiali della stagione 2009-2010.

## Rosa
| N. |                   | Ruolo | Calciatore         |
| -- | ----------------- | ----- | ------------------ |
|    | Italia (bandiera) | C     | Davide Bariti      |
|    | Italia (bandiera) | C     | Mirko Bigazzi      |
|    | Italia (bandiera) | A     | Luca Bonfanti      |
|    | Italia (bandiera) | C     | Francesco Camilli  |
|    | Italia (bandiera) | P     | Emiliano Dei       |
|    | Italia (bandiera) | D     | Manuele Del Nero   |
|    | Italia (bandiera) | C     | Salvatore Del Sole |
|    | Italia (bandiera) | D     | Federico Del Vivo  |
|    | Italia (bandiera) | D     | Marco Dessena      |
|    | Italia (bandiera) | C     | Alessandro Doga    |
|    | Italia (bandiera) | C     | Gabriele Doretti   |
|    | Italia (bandiera) | C     | Giorgio Dughetti   |
|    | Italia (bandiera) | D     | Roberto Falivena   |
|    | Italia (bandiera) | A     | Andrea Ferretti    |

| N. |                    | Ruolo | Calciatore           |
| -- | ------------------ | ----- | -------------------- |
|    | Italia (bandiera)  | P     | Michele Giarnera     |
|    | Italia (bandiera)  | A     | Jonathan Granito     |
|    | Italia (bandiera)  | A     | Marco Guidone        |
|    | Italia (bandiera)  | A     | Jurgen Kabashi       |
|    | Francia (bandiera) | C     | Olivier N'Siabamfumu |
|    | Italia (bandiera)  | D     | Michele Russo        |
|    | Italia (bandiera)  | C     | Giovanni Santella    |
|    | Italia (bandiera)  | C     | Giovanni Taormina    |
|    | Italia (bandiera)  | A     | Giuseppe Torromino   |
|    | Italia (bandiera)  | D     | Francesco Trabace    |
|    | Italia (bandiera)  | C     | Davide Vaira         |
|    | Italia (bandiera)  | D     | Alessio Vannini      |
|    | Italia (bandiera)  | C     | Michael Vincenzi     |
|    | Italia (bandiera)  | C     | Alessandro Volpini   |